# 鬼鹿毛清七
鬼鹿毛 清七（おにかげ せいしち、1855年（安政2年5月）- 1931年1月15日）は、阿波国名東郡徳島寺町出身の大相撲力士。本名は末長 清七。年寄7代中川。

## 略歴
兄は大坂相撲で立浪と名乗る力士であり、本人も草相撲で小立浪と名乗り活躍していた。素人相撲の壽組合に入り鬼鹿毛と名乗っていた。この四股名は贔屓が化粧回しを贈ろうとしたとき、質屋に鬼鹿毛という力士の質流れの化粧回しがあり、名前を直そうとしたが無駄になるので四股名を変えたとのことである。その後大坂相撲の竹縄部屋に入り、1881年7月見習格番付外で出場。1882年9月三段目に出て鬼鹿毛清介。その後京都相撲に移り、華ノ峰善吉の弟子となる。1885年には東京相撲の梅ヶ谷の門下に入り、1885年5月幕下十枚目格番付外となる。1890年5月入幕。165ｃｍ、99ｋｇの小兵だが首投げ、合掌捻りを得意とし、律儀な性格だった。1896年1月前頭6枚目まで昇進するも、1900年1月十両、1900年5月幕下に陥落し、1902年5月場所前に47歳で引退し、年寄中川となる。
中川部屋を経営し、小部屋だったが鳴門洋改め鬼鹿毛、綾鬼を幕内まで育てた。1930年10月限り高齢のため弟子を武蔵川（鴨緑江）に預け、1931年1月15日、肺炎のため75歳で死去した。

## 成績
- 通算在位：35場所
- 幕内在位：17場所
- 幕内成績：41勝82敗29休11分7預

### 場所別成績
| 1885年 （明治18年） | x                               | 幕下付出10枚目 2–1 （対十両相当） |
| 1886年 （明治19年） | 東幕下16枚目 0–1 （対十両相当） | 東幕下10枚目 3–2                  |
| 1887年 （明治20年） | 東幕下8枚目 5–3                 | 東幕下5枚目 7–3                   |
| 1888年 （明治21年） | 東十両2枚目 5–4                 | 東十両筆頭 4–4                    |
| 1889年 （明治22年） | 東十両2枚目 4–3 1預             | 東十両筆頭 0–0                    |
| 1890年 （明治23年） | 東十両4枚目 6–4                 | 西前頭11枚目 3–4–1 2分            |
| 1891年 （明治24年） | 西前頭9枚目 2–5–2 1分           | 西前頭9枚目 4–5–1                 |
| 1892年 （明治25年） | 西前頭8枚目 2–2–3 1分2預        | 西前頭9枚目 3–5–1 1預             |
| 1893年 （明治26年） | 西前頭7枚目 1–8–1               | 西前頭14枚目 2–6–1 1分            |
| 1894年 （明治27年） | 東十両筆頭 5–4                  | 西前頭13枚目 3–6–1                |
| 1895年 （明治28年） | 西前頭12枚目 2–6–1 1分          | 西前頭8枚目 3–2–4 1分             |
| 1896年 （明治29年） | 西前頭6枚目 1–4–5               | 西前頭11枚目 3–5–1 1分            |
| 1897年 （明治30年） | 西前頭11枚目 4–4–1 1預          | 西前頭7枚目 2–4–1 2分1預          |
| 1898年 （明治31年） | 西前頭12枚目 4–3–1 2預          | 西前頭7枚目 1–6–3                 |
| 1899年 （明治32年） | 西前頭14枚目 1–7–1 1分          | 西十両筆頭 2–5                    |
| 1900年 （明治33年） | 西十両10枚目 2–4                | 西幕下筆頭 1–1 （対十両戦）       |
| 1901年 （明治34年） | 西幕下5枚目 0–1 （対十両戦）    | 東幕下13枚目 –                    |
| 1902年 （明治35年） | 東幕下15枚目 –                  | 東幕下22枚目 引退 –               |
| 各欄の数字は、「勝ち-負け-休場」を示す。 優勝 引退 休場 十両 幕下 三賞：敢=敢闘賞、殊=殊勲賞、技=技能賞 その他：★=金星 番付階級：幕内 - 十両 - 幕下 - 三段目 - 序二段 - 序ノ口 幕内序列：横綱 - 大関 - 関脇 - 小結 - 前頭（「#数字」は各位内の序列） |                                 |                                   |

- この時代は、幕内力士は千秋楽（10日目）には取組が組まれず、出場しないのが常態であったので、各場所の1休はそれに該当するものであり、実質的には9日間で皆勤である。
- 二段目11枚目以下、十両創設以降の幕下以下の地位は小島貞二コレクションの番付実物画像による。また当時の二段目11枚目以下、また十両創設以降の幕下以下星取や勝敗数等の記録については2024年現在相撲レファレンス等のデータベースに登録がないため、これらの地位の勝敗数等は暫定的に二段目10枚目以上との対戦・対十両戦の分のみを示す。